# 오픈트레이드
오픈트레이드는 비상장기업 투자 플랫폼을 운영하는 핀테크 회사다. 
우수한 비상장기업/스타트업의 투자를 돕고 성장을 지원하기 위해 2012년 5월에 설립되었다. 금융위원회의 "온라인소액투자중개업"에 정식 등록되어 국내에 증권형 크라우드펀딩을 처음 선보인 업체다. 
비상장기업의 신주투자 및 구주유통을 지원하는 제도권 플랫폼이며, 주식투자, 채권투자, 하이브리드(투자), 모의크라우드펀딩 등 관련 특허를 보유하고 서비스를 운영중이다. 2020년에는 KB증권과 협업해 비대면 계좌개설서비스를 오픈했다.
엔젤투자자 플랫폼으로 창업을 시작한만큼, 비상장투자 생태계의 많은 노하우가 축적되었으며, 공신력 있는 기술신용평가(TCB)에서 'Ti-2' 등급을 획득하기도 했다. 10만명이 넘는 투자자 회원과 100여개의 기관 파트너가 함께하고 있다. 
2022년에는 비상장 허밍버드 플랫폼을 론칭하여, 장외시장의 정보비대칭 문제를 해결하고자 한다.  

## 비상장 허밍버드
- 벌새의 작고도 빠른 날개짓처럼 비상장 소식을 신속하고, 정확하며, 더 똑똑하게 전달하고자 한다.
- 선별된 유망한 비상장기업의 투자유치이력, 시가총액, IPO/공모, 뉴스/공시 등을 제공한다.
- 컬리, 크래프톤, 직방, 버킷플레이스와 같이 인기 기업에 투자한 VC(벤처캐피탈)의 투자 포트폴리오를 소개한다.
- 일반인들에게 생소할 수 있는 비상장투자에 대한 교육용 콘텐츠도 함께 제공하는 허밍픽도 선보인다.
- 비상장기업의 신주투자의향을 물어보는 '주주예약'과 회계법인과 함께 양도소득세 신고 지원까지 제공하는 제도권 플랫폼을 지향한다.
- 허밍버드는 VC(벤처캐피탈), 전문투자자, 증권사 투자 시장의 브릿지 역할을 하기 위한 비전을 가지고 있다.

## 증권형 크라우드펀딩 (비상장 신주투자, 투자계약증권 조각투자)
- 200회 이상의 비상장기업의 신주발행과 프로젝트펀딩(유상증자/CB/투자계약증권/이익참가부사채)을 온라인 플랫폼을 통해 진행했다.
- 주식, 채권, 투자계약증권의 투자중개를 온라인을 통해 진행한다.  ('투자계약증권'은 대부분의 조각투자에 해당하는 자본시장법상의 투자권리이며 '온라인소액투자중개업자'와 '증권사'가 취급이 가능하다.)

- 모의크라우드펀딩 가상의 투자금을 받아 기업의 비즈니스 모델을 살펴보고 투자를 체험하는 서비스다. (관련 특허를 보유하고 있으며, 2022년까지 60여개 프로젝트를 수행했다.)
- 최근 암호화폐처럼 디지털 자산으로 각광받는 증권형태의 STO 등 다양한 '조각투자' 프로젝트를 오픈트레이드/허밍버드 플랫폼을 통해 제도적으로 진행할 수 있다.

## 관련 이슈
- 한국액셀러레이터협회와 '비상장기업 클럽딜 공동투자 플랫폼' 구축에 대한 업무협약을 체결했다.
- 2020 학생 창업유망팀 300 온라인 경진대회- 국민평가단 12,631명이 참여하고 모집금액이 2,000억에 달하며 성공적으로 모의크라우드펀딩을 마무리했다.
- 킬러의 보디가드- 데드풀의 배우 라이언 레이놀즈와 킹스맨의 배우 섀무얼 L. 잭슨이 출연한 액션 코메디 영화로 2017년 8월 개봉. 이익참가부사채 투자유형으로 투자수익 151%를 올렸다.
- 미스터멘션-  중장기 숙박 서비스 플랫폼 기업 미스터멘션. 2016년 오픈트레이드에서 크라우드펀딩 지분투자 성공을 바탕으로 2018년 KDB산업은행을 포함한 VC(벤처캐피탈)로부터 13억원 투자금을 유치했다.
- 비씨엔엑스- 2012년 12월 지분투자형 펀딩에 성공한 후 2014년 옐로모바일에 인수되면서 투자수익률 1400%를 기록했다. 인플루언서 마케팅 기업인 엘로스토리, 현 레뷰코퍼레이션으로 국내 블로그 마케팅의 대표주자로 떠올랐다.